# Rúnar Alex Rúnarsson
Rúnar Alex Rúnarsson (Reykjavík, 18 febbraio 1995) è un calciatore islandese, portiere del Copenaghen della nazionale islandese.

## Biografia
È figlio di Rúnar Kristinsson, ex centrocampista con più di 100 presenze all'attivo nella nazionale islandese.

## Carriera

### Club

#### KR Reykjavík, Nordsjælland e Digione
La carriera di Rúnarsson è iniziata nel KR della capitale Reykjavík. Tra l'agosto e il settembre del 2013 ha giocato tre partite, laureandosi di fatto campione d'Islanda grazie al primo posto della sua squadra nell'Úrvalsdeild 2013.
Nel gennaio del 2014 ha firmato un contratto di quattro anni con i danesi del Nordsjælland. Durante i primi mesi di permanenza, Rúnarsson ha fatto parte principalmente della squadra giovanile, poi nel 2014-2015 è stato promosso in prima squadra come riserva di David Jensen. Nel corso di questa stagione ha fatto anche il suo debutto in campionato, partendo titolare il 18 maggio 2015 nella sconfitta casalinga per 1-3 contro l'Esbjerg. Rúnarsson è stato riserva anche durante la stagione 2015-2016, venendo schierato solo nelle ultime tre giornate.
Vista la cessione di Jensen, Rúnarsson ha ereditato il ruolo di portiere titolare per la stagione 2016-2017, perso però a stagione in corso in favore del giovane olandese Indy Groothuizen in prestito dall'Ajax. Con l'infortunio occorso a quest'ultimo, l'islandese ha riconquistato il suo posto nonostante l'arrivo a scopo cautelativo dello svedese Patrik Carlgren. Nel giugno 2017 Rúnarsson ha prolungato il suo contratto con il Nordsjælland fino al 2020.
Il 18 giugno 2018 il portiere islandese passa al Dijon FCO con un contratto di quattro anni (fino a giugno 2022) in vista di una possibile cessione del portiere Baptiste Reynet.

#### Arsenal e prestiti
Il 21 settembre 2020 viene ceduto all'Arsenal, con cui firma un quadriennale. Debutta coi londinesi il 29 ottobre seguente nel successo per 3-0 in Europa League contro il Dundalk. Esordisce in Premier League coi londinesi il 2 febbraio 2021 subentrando all'espulso Bernd Leno nella sconfitta per 2-1 contro il Wolverhampton.
Il 31 agosto 2021 viene ceduto in prestito ai belgi dell'OH Lovanio. Esordisce coi belgi il 27 ottobre seguente nel successo per 2-1 in coppa nazionale contro il Lierse Kempenzonen.
Il 15 agosto 2022 viene ceduto nuovamente in prestito, questa volta all'Alanyaspor.
Il 18 agosto 2023 viene ceduto ancora una volta a titolo temporaneo, questa volta al Cardiff City. Tuttavia al Cardiff trova poco spazio fungendo da secondo di Jak Alnwick (e fornendo un rendimento negativo), perciò il 1º febbraio 2024 il prestito viene rescisso. Contestualmente rescinde pure il proprio contratto coi gunners.

#### Copenaghen
Il 1º febbraio 2024 si accasa al Copenaghen.

### Nazionale
Convocato per la prima volta in nazionale maggiore nel gennaio 2014 per un'amichevole contro la Svezia, fa il suo debutto con essa l'8 novembre 2017 in un'amichevole persa per 2-1 contro la Repubblica Ceca disputando tutta la partita.
Viene convocato per i Mondiali 2018, i primi nella storia della selezione nordica.

## Statistiche

### Presenze e reti nei club
Statistiche aggiornate al 4 febbraio 2025.
| Stagione            | Squadra             | Campionato          | Campionato | Campionato | Coppe nazionali | Coppe nazionali | Coppe nazionali | Coppe continentali | Coppe continentali | Coppe continentali | Altre coppe | Altre coppe | Altre coppe | Totale | Totale |
| Stagione            | Squadra             | Comp                | Pres       | Reti       | Comp            | Pres            | Reti            | Comp               | Pres               | Reti               | Comp        | Pres        | Reti        | Pres   | Reti   |
| ------------------- | ------------------- | ------------------- | ---------- | ---------- | --------------- | --------------- | --------------- | ------------------ | ------------------ | ------------------ | ----------- | ----------- | ----------- | ------ | ------ |
| 2013                | KR Reykjavík        | UD                  | 3          | -5         | CI+CdL          | 0               | 0               | UEL                | 1                  | -3                 | -           | -           | -           | 4      | -8     |
| feb.-giu. 2014      | Nordsjælland        | SL                  | 0          | 0          | CD              | 0               | 0               | UCL+UEL            | -                  | -                  | -           | -           | -           | 0      | 0      |
| 2014-2015           | Nordsjælland        | SL                  | 1          | -3         | CD              | 0               | 0               | -                  | -                  | -                  | -           | -           | -           | 1      | -3     |
| 2015-2016           | Nordsjælland        | SL                  | 3          | -7         | CD              | 1               | -1              | -                  | -                  | -                  | -           | -           | -           | 4      | -8     |
| 2016-2017           | Nordsjælland        | SL                  | 15+5       | -26 + -6   | CD              | 1               | -1              | -                  | -                  | -                  | -           | -           | -           | 21     | -33    |
| 2017-2018           | Nordsjælland        | SL                  | 26+10      | -41 + -17  | CD              | 0               | 0               | -                  | -                  | -                  | -           | -           | -           | 36     | -58    |
| Totale Nordsjælland | Totale Nordsjælland | Totale Nordsjælland | 45+15      | -77 + -23  |                 | 2               | -2              |                    | -                  | -                  |             | -           | -           | 62     | -102   |
| 2018-2019           | Digione             | L1                  | 25+1       | -43 + -1   | CF+CdL          | 4+1             | -7 + -1         | -                  | -                  | -                  | -           | -           | -           | 31     | -52    |
| 2019-2020           | Digione             | L1                  | 11         | -17        | CF+CdL          | 2+1             | -7 + -2         | -                  | -                  | -                  | -           | -           | -           | 14     | -26    |
| giu.-set. 2020      | Digione             | L1                  | 0          | 0          | CF              | -               | -               | -                  | -                  | -                  | -           | -           | -           | 0      | 0      |
| Totale Digione      | Totale Digione      | Totale Digione      | 36+1       | -60 + -1   |                 | 8               | -17             |                    | -                  | -                  |             | -           | -           | 45     | -78    |
| set. 2020-2021      | Arsenal             | PL                  | 1          | 0          | FACup+CdL       | 0+1             | 0 + -4          | UEL                | 4                  | -3                 | -           | -           | -           | 6      | -7     |
| set. 2021-2022      | OH Lovanio          | PL                  | 17         | -25        | CB              | 3               | -7              | -                  | -                  | -                  | -           | -           | -           | 20     | -32    |
| ago. 2022-2023      | Alanyaspor          | SL                  | 30         | -54        | CT              | 2               | -4              | -                  | -                  | -                  | -           | -           | -           | 32     | -58    |
| ago. 2023-gen. 2024 | Cardiff City        | FLC                 | 6          | -8         | FACup+CdL       | 0+2             | 0 + -6          | -                  | -                  | -                  | -           | -           | -           | 8      | -14    |
| gen.-giu. 2024      | Copenaghen          | SL                  | 0          | 0          | CD              | 0               | 0               | UCL                | 0                  | 0                  | -           | -           | -           | 0      | 0      |
| 2024-2025           | Copenaghen          | SL                  | 0          | 0          | CD              | 0               | 0               | UECL               | 1                  | -1                 | -           | -           | -           | 1      | -1     |
| Totale Copenaghen   | Totale Copenaghen   | Totale Copenaghen   | 0          | 0          |                 | 0               | 0               |                    | 1                  | -1                 |             | -           | -           | 1      | -1     |
| Totale carriera     | Totale carriera     | Totale carriera     | 154        | -253       |                 | 18              | -40             |                    | 6                  | -7                 |             | -           | -           | 178    | -300   |

### Cronologia presenze e reti in nazionale
| Cronologia completa delle presenze e delle reti in nazionale ― Islanda | Cronologia completa delle presenze e delle reti in nazionale ― Islanda | Cronologia completa delle presenze e delle reti in nazionale ― Islanda | Cronologia completa delle presenze e delle reti in nazionale ― Islanda | Cronologia completa delle presenze e delle reti in nazionale ― Islanda | Cronologia completa delle presenze e delle reti in nazionale ― Islanda | Cronologia completa delle presenze e delle reti in nazionale ― Islanda | Cronologia completa delle presenze e delle reti in nazionale ― Islanda |
| Data                                                                   | Città                                                                  | In casa                                                                | Risultato                                                              | Ospiti                                                                 | Competizione                                                           | Reti                                                                   | Note                                                                   |
| ---------------------------------------------------------------------- | ---------------------------------------------------------------------- | ---------------------------------------------------------------------- | ---------------------------------------------------------------------- | ---------------------------------------------------------------------- | ---------------------------------------------------------------------- | ---------------------------------------------------------------------- | ---------------------------------------------------------------------- |
| 8-11-2017                                                              | Doha                                                                   | Islanda                                                                | 1 – 2                                                                  | Rep. Ceca                                                              | Amichevole                                                             | -2                                                                     |                                                                        |
| 14-1-2018                                                              | Giacarta Centrale                                                      | Indonesia                                                              | 1 – 4                                                                  | Islanda                                                                | Amichevole                                                             | -1                                                                     |                                                                        |
| 23-3-2018                                                              | Santa Clara                                                            | Messico                                                                | 3 – 0                                                                  | Islanda                                                                | Amichevole                                                             | -3                                                                     |                                                                        |
| 11-10-2018                                                             | Guingamp                                                               | Francia                                                                | 2 – 2                                                                  | Islanda                                                                | Amichevole                                                             | -                                                                      | 46’                                                                    |
| 19-11-2018                                                             | Eupen                                                                  | Qatar                                                                  | 2 – 2                                                                  | Islanda                                                                | Amichevole                                                             | -2                                                                     |                                                                        |
| 14-10-2020                                                             | Reykjavík                                                              | Islanda                                                                | 1 – 2                                                                  | Belgio                                                                 | UEFA Nations League 2020-2021 - 1º turno                               | -2                                                                     |                                                                        |
| 15-11-2020                                                             | Copenaghen                                                             | Danimarca                                                              | 2 – 1                                                                  | Islanda                                                                | UEFA Nations League 2020-2021 - 1º turno                               | -2                                                                     |                                                                        |
| 31-3-2021                                                              | Vaduz                                                                  | Liechtenstein                                                          | 1 – 4                                                                  | Islanda                                                                | Qual. Mondiali 2022                                                    | -1                                                                     |                                                                        |
| 29-5-2021                                                              | Arlington                                                              | Messico                                                                | 2 – 1                                                                  | Islanda                                                                | Amichevole                                                             | -2                                                                     |                                                                        |
| 8-6-2021                                                               | Poznań                                                                 | Polonia                                                                | 2 – 2                                                                  | Islanda                                                                | Amichevole                                                             | -1                                                                     | 46’                                                                    |
| 2-9-2021                                                               | Reykjavík                                                              | Islanda                                                                | 0 – 2                                                                  | Romania                                                                | Qual. Mondiali 2022                                                    | -2                                                                     |                                                                        |
| 5-9-2021                                                               | Reykjavík                                                              | Islanda                                                                | 2 – 2                                                                  | Macedonia del Nord                                                     | Qual. Mondiali 2022                                                    | -2                                                                     |                                                                        |
| 26-3-2022                                                              | Murcia                                                                 | Finlandia                                                              | 1 – 1                                                                  | Islanda                                                                | Amichevole                                                             | -1                                                                     |                                                                        |
| 29-3-2022                                                              | La Coruña                                                              | Spagna                                                                 | 5 – 0                                                                  | Islanda                                                                | Amichevole                                                             | -5                                                                     |                                                                        |
| 2-6-2022                                                               | Haifa                                                                  | Israele                                                                | 2 – 2                                                                  | Islanda                                                                | UEFA Nations League 2022-2023 - 1º turno                               | -2                                                                     |                                                                        |
| 6-6-2022                                                               | Reykjavík                                                              | Islanda                                                                | 1 – 1                                                                  | Albania                                                                | UEFA Nations League 2022-2023 - 1º turno                               | -1                                                                     |                                                                        |
| 13-6-2022                                                              | Reykjavík                                                              | Islanda                                                                | 2 – 2                                                                  | Israele                                                                | UEFA Nations League 2022-2023 - 1º turno                               | -2                                                                     |                                                                        |
| 22-9-2022                                                              | Maria Enzersdorf                                                       | Venezuela                                                              | 0 – 1                                                                  | Islanda                                                                | Amichevole                                                             | -                                                                      |                                                                        |
| 27-9-2022                                                              | Tirana                                                                 | Albania                                                                | 1 – 1                                                                  | Islanda                                                                | UEFA Nations League 2022-2023 - 1º turno                               | -1                                                                     |                                                                        |
| 16-11-2022                                                             | Kaunas                                                                 | Lituania                                                               | 0 – 0 (5 – 6 dtr)                                                      | Islanda                                                                | Coppa del Baltico 2022                                                 | -                                                                      |                                                                        |
| 23-3-2023                                                              | Zenica                                                                 | Bosnia ed Erzegovina                                                   | 3 – 0                                                                  | Islanda                                                                | Qual. Euro 2024                                                        | -3                                                                     |                                                                        |
| 26-3-2023                                                              | Vaduz                                                                  | Liechtenstein                                                          | 0 – 7                                                                  | Islanda                                                                | Qual. Euro 2024                                                        | -                                                                      |                                                                        |
| 17-6-2023                                                              | Reykjavík                                                              | Islanda                                                                | 1 – 2                                                                  | Slovacchia                                                             | Qual. Euro 2024                                                        | -2                                                                     |                                                                        |
| 20-6-2023                                                              | Reykjavík                                                              | Islanda                                                                | 0 – 1                                                                  | Portogallo                                                             | Qual. Euro 2024                                                        | -1                                                                     |                                                                        |
| 8-9-2023                                                               | Lussemburgo                                                            | Lussemburgo                                                            | 3 – 1                                                                  | Islanda                                                                | Qual. Euro 2024                                                        | -3                                                                     |                                                                        |
| 11-9-2023                                                              | Reykjavík                                                              | Islanda                                                                | 1 – 0                                                                  | Bosnia ed Erzegovina                                                   | Qual. Euro 2024                                                        | -                                                                      |                                                                        |
| 13-10-2023                                                             | Reykjavík                                                              | Islanda                                                                | 1 – 1                                                                  | Lussemburgo                                                            | Qual. Euro 2024                                                        | -1                                                                     |                                                                        |
| Totale                                                                 |                                                                        | Presenze                                                               | 27                                                                     |                                                                        | Reti                                                                   | -42                                                                    |                                                                        |

## Palmarès

### Club

#### Competizioni nazionali
- Coppa d'Islanda: 1

KR Reykjavík: 2012
- Coppa di Lega islandese: 1

KR Reykjavík: 2012
- Campionato danese: 1

Copenhagen: 2024-2025
- Coppa di Danimarca: 1

Copenhagen: 2024-2025